# Großer Weiher (Innsbruck)
Der Große Weiher liegt im Park östlich des Haupteinganges von Schloss Ambras im Stadtgebiet von Innsbruck. Die Habsburger legten den See seinerzeit an, um seltenen Wasservögeln eine Heimat zu geben. 
Der Aldranser Bach versorgt den See einerseits mit Frischwasser und andererseits entwässert er diesen auch. Dadurch bleibt dem See eine konstant gute Wasserqualität der Stufe II erhalten. Die Parkverwaltung zäunte seine Ufer ein, da der See früher oft verbotenerweise als Badesee benutzt wurde. Der schlammige Seeboden und die Schilfregionen bieten den Vögeln Nahrung und Schutz.